# Курительная комната
Кури́тельная ко́мната — помещение, специально отведённое для курения табака.
Используется в нескольких близких значениях:
- в историческом контексте, специальная комната в богатом доме, где общались хозяин и гости-мужчины; часто совмещалась с библиотекой;
- в настоящее время, вентилируемая комната в общественном здании (например, в аэропорту) или на месте работы; обычно создаётся в случае запрета на курение в других местах.

## В общественных зданиях
Курительные комнаты в общественных зданиях обычно оснащаются стульями и пепельницами, вход обычно бесплатный, но зачастую запрещён лицам до 18 лет. Комнаты во многих случаях субсидируются табачными компаниями и снабжены рекламой их продукции. Производители сигарет избрали этот путь после того, как их попытки сохранить возможности для курения в общих залах аэропортов оказались неуспешными.

## Законодательное регулирование
В Великобритании курение запрещено в любом закрытом помещении, где используется наёмный труд, курение потому возможно лишь снаружи и курительные комнаты практически запрещены; к немногочисленным исключениям относятся комнаты в табачных магазинах и курительные комнаты для заключенных и пациентов сумасшедших домов.

## В частных домах
Курение турецкого табака в Великобритании распространилось после Крымской войны и стало модным, но считалось по-прежнему неделикатным. Поэтому по завершении обеда в большом доме мужчины стали удаляться в курительную комнату, обычно убранную в мужском стиле (использовались также турецкие мотивы) с вельветовыми занавесками. Курильщики при этом переодевались в вельветовые смокинги, так как считалось что вельвет впитывает запах табака и защищает другую одежду, поэтому обоняние дам будет пощажено после обратного переодевания мужчин при выходе из комнаты.